# Balnot-sur-Laignes
 Balnot-sur-Laignes  là một xã ở tỉnh Aube, thuộc vùng Grand Est ở phía bắc miền trung nước Pháp.